# Petar Đenić
Petar Đenić (szerbül: Пeтap Ђeнић; Niš, 1977. április 14. –) szerb labdarúgó, a holland FC Lienden középpályása.
Szerbia harmadik legnagyobb városában, Nišben született, karrierjét a helyi FK Sinđelić Niš, majd a FK Radnički Niš csapataiban kezdte. Később az FK Crvena zvezda, a LR Ahlen és az Olimbiakósz Lefkoszíasz játékosa volt.
2000. december 13-án a jugoszláv válogatottban is pályára lépett Görögország ellen.